# Smile in Your Sleep
Smile in Your Sleep — диск канадського емо та хардкор-гурту Silverstein. Вийшов як окремий сингл 22 серпня 2005 року. До пісні зняли відеокліп.
Відео до пісні «Smile In Your Sleep» було відзняте 2005 року за мотивами американської настільної гри «Clue». Кожен учасник гурту одягнений у різноколірний одяг, кожен колір символізує героїв гри: Colonel Mustard, Mr. Green, Prefessor Plum, Miss Scarlet, and Miss Peacock.
Відео було відзнято в Канаді на місці знімання комедійного фільму «Billy Madison» (в більярдній, гостинній та саду двору та будинку, де знімався фільм).
Також дане відео нагадує кліп до пісні «Smashed Into Pieces», оскільки мелодія починає звучати ще до того, як учасники починають грати на музичних інструментах. Наприкінці відео учасники гурту залишають будинок, а чоловік, який грав роль прислуги накриває камеру скатертиною.